# Holoscolia majorella
Holoscolia majorella is een vlinder uit de familie sikkelmotten (Oecophoridae). De wetenschappelijke naam is voor het eerst geldig gepubliceerd in 1902 door Rebel.
De soort komt voor in Europa.